# Луције Цезар
Луције Цезар (лат. Lucius Caesar; 17. п. н. е. — 20. август 2) био је унук Октавијана Августа, првог римског цара. Син Марка Випсанија Агрипе и Јулије Старије, Августове једине ћерке, Луције је заједно са својим старијим братом, Гајем Цезаром, био усвојен од стране свог деде. Као усвојени синови и заједнички наследници Римског царства, Луције и Гај су имали обећавајуће политичке и војне каријере. Међутим, Луције је преминуо од изненадне болести 20. августа 2. године нове ере у Масилији, у Галији, док је путовао да се састане са римском војском у Хиспанији. Његов брат Гај такође је преминуо релативно млад, 21. фебруара 4. године нове ере. Прерани губитак оба наследника приморао је Августа да поново дефинише линију наследства, усвојивши Луцијевог млађег брата, Агрипу Постума, као и свог пасторака Тиберија, 26. јуна 4. године нове ере.

## Позадина
Луцијев отац, Марко Випсаније Агрипа, био је рани присталица Августа (тада „Октавија”) током Завршног рата Римске републике, који је избио као резултат убиства Јулија Цезара 44. године п. н. е. Био је кључни генерал у Августовим војскама, командујући трупама у пресудним биткама против Марка Антонија и Секста Помпеја. Од самог почетка Августове владавине, Агрипи су били поверени послови у источним провинцијама и чак је добио Августов печатни прстен, када је овај, наизглед, био на самрти 23. п. н. е. То је био знак да би он постао принцепс у случају Августове смрти. Вероватно је требало да влада све док царев сестрић, Марко Клаудије Марцел, не постане пунолетан. Међутим, Марцел је преминуо од болести која се исте године проширила по граду Риму.
Након Марцелове смрти, Август је организовао брак Агрипе са својом ћерком Јулијом Старијом, која је претходно била удата за Марцела. Агрипа је добио трибунску власт (tribunicia potestas) 18. п. н. е., овлашћење које су могли стећи само цар и његов непосредни наследник. Трибунска власт му је омогућавала контролу над Сенатом, а први ју је добио Гај Јулије Цезар. Агрипа је вршио дужност трибуна у Сенату како би изгласао важне законе, и, иако није имао сву цареву моћ и ауторитет, приближавао се положају савладара.

## Детињство и породица
Луције је рођен у Риму 17. п. н. е., као син Марка Випсанија Агрипе и Јулије Старије. Припадао је Августовој царској породици, познатој као јулијевско-клаудијевска династија, и био је у сродству са свим царевима те династије. Са мајчине стране, био је други најстарији унук цара Августа, одмах након свог брата Гаја. Био је зет Тиберија преко своје полусестре Випсаније Агрипине. Луцијев сестрић био је будући цар Калигула, Германиков син.
Пошто након смрти Марцела није имао наследника, Август је одмах усвојио Луција и његовог брата од њиховог оца, путем симболичне продаје, након Луцијевог рођења, и прогласио их својим наследницима. Није познато шта је њихов отац мислио о овом усвојењу. Убрзо након њиховог усвојења, током лета исте године, Август је организовао пете по реду Секуларне игре (Ludi Saeculares). Усвојење дечака, у комбинацији са играма, представљало је увођење нове ере мира – Августовог мира (Pax Augusta). Август је, углавном сам, подучавао Гаја и Луција читању, пливању и опонашању његовог рукописа. Инсистирао је да морају да заслуже аплауз народа, уместо да га примају без труда. Њихов усвојитељ увео их је у административни живот док су још били млади и слао их у провинције као изабране конзуле.
Те године (17. п. н. е.) Луцијева породица отишла је у провинцију Сирију, јер је његов отац добио команду над источним провинцијама са проконзулском влашћу (imperium maius). Године 13. п. н. е., његов отац се вратио у Рим и одмах је послат у Панонију да угуши побуну. Агрипа је тамо стигао те зиме (12. п. н. е.), али су Панонци одустали од својих планова. Агрипа се вратио у Кампанију, где се разболео и убрзо умро. Смрт Луцијевог оца учинила је питање наследства горућим. Златници и сребрњаци издати 13–12. п. н. е. јасно су показали цареве династичке планове за Луција и Гаја. Њихов отац више није био доступан за преузимање власти у случају цареве смрти, па је Август морао јасно да истакне ко су његови намеравани наследници у случају да му се нешто деси.

## Каријера
Август је довео Луција на Римски форум 2. п. н. е. како би га уписао као грађанина. Догађај је био организован као церемонија, исто као и Гајев упис три године раније. Луције је том приликом преузео тогу пунолетства (toga virilis), што је означило почетак његовог одраслог живота, и такође је проглашен лидером младих (princeps iuventutis). Као и Гај, изабран је за конзула-десигната, са намером да преузме ту функцију у својој деветнаестој години. Једина разлика у његовим титулама у односу на Гајеве била је у томе што је постао члан колегијума аугура, док је Гај био проглашен понтификом (pontifex). Август је тим поводом сваком римском грађанину поделио 60 сребрњака.
Исте године, пре него што је његов брат Гај отишао на исток, Луције и Гај су добили овлашћење да посвете зграде, што су и учинили, организујући игре у част посвете Храма Марса Осветника 1. августа 2. п. н. е. Њихов млађи брат, Агрипа Постум, учествовао је у Тројанским играма са осталом племенитом омладином. У Циркусу Максимусу убијено је 260 лавова, одржане су гладијаторске борбе, поморска битка између „Персијанаца” и „Атињана” и убијено је 36 крокодила у Циркусу Фламинијусу.
Док је Гај био у Јерменији, Август је послао Луција да заврши своју војну обуку у Хиспанији. На путу тамо, Луције се разболео и преминуо 20. августа 2. године нове ере у Масилији, у Галији. Његова смрт била је праћена Гајевом 21. фебруара 4. године. У размаку од 18 месеци, римска линија наследства је значајно уздрмана. Смрт Гаја и Луција, два најомиљенија Августова наследника, навела је цара да 26. јуна 4. године усвоји свог пасторака Тиберија и јединог преосталог унука, Постума, као нове наследнике.

## После смрти
Двојица преминулих наследника добили су бројне почасти од грађана и званичника градова широм Царства, док је у Пизи одлучено да матроне морају да обављају одговарајуће обреде како би оплакале њихову смрт. Храмови, јавна купатила и продавнице затворили су своја врата док су жене неутешно плакале. Постхумно је Сенат изгласао почасти за младе Цезаре и наредио да се златна копља и штитови, које су добили када су достигли узраст за војну службу, окаче у Дому Сената. Урне са њиховим пепелом смештене су у Августов маузолеј, заједно са урнама њиховог оца Агрипе и других чланова царске породице.
Тацит и Касије Дион сугерисали су да је можда било злонамерних радњи у смрти Гаја и Луција и да је Луцијева маћеха, Ливија, можда имала улогу у њиховим смртима. Претпостављени мотив Ливије могао је бити да осигура долазак свог сина Тиберија на позицију Августовог наследника. Тиберије је именован Августовим наследником 4. године нове ере.

## Породично стабло
|  |                             |  |  |  |  |  |  |  |  |  |  |  |  |  |  |  |
|  | 4. Луције Випсаније Агрипа  |  |  |  |  |  |  |  |  |  |  |  |  |  |  |  |
|  |                             |  |  |  |  |  |  |  |  |  |  |  |  |  |  |  |
|  |                             |  |  |  |  |  |  |  |  |  |  |  |  |  |  |  |
|  | 2. Марко Випсаније Агрипа   |  |  |  |  |  |  |  |  |  |  |  |  |  |  |  |
|  |                             |  |  |  |  |  |  |  |  |  |  |  |  |  |  |  |
|  |                             |  |  |  |  |  |  |  |  |  |  |  |  |  |  |  |
|  | 1. Луције Цезар             |  |  |  |  |  |  |  |  |  |  |  |  |  |  |  |
|  |                             |  |  |  |  |  |  |  |  |  |  |  |  |  |  |  |
|  |                             |  |  |  |  |  |  |  |  |  |  |  |  |  |  |  |
|  | 12. Гај Октавије            |  |  |  |  |  |  |  |  |  |  |  |  |  |  |  |
|  |                             |  |  |  |  |  |  |  |  |  |  |  |  |  |  |  |
|  |                             |  |  |  |  |  |  |  |  |  |  |  |  |  |  |  |
|  | 6. Октавијан Август         |  |  |  |  |  |  |  |  |  |  |  |  |  |  |  |
|  |                             |  |  |  |  |  |  |  |  |  |  |  |  |  |  |  |
|  |                             |  |  |  |  |  |  |  |  |  |  |  |  |  |  |  |
|  | 13. Атија Балба Цезонија    |  |  |  |  |  |  |  |  |  |  |  |  |  |  |  |
|  |                             |  |  |  |  |  |  |  |  |  |  |  |  |  |  |  |
|  |                             |  |  |  |  |  |  |  |  |  |  |  |  |  |  |  |
|  | 3. Јулија Старија           |  |  |  |  |  |  |  |  |  |  |  |  |  |  |  |
|  |                             |  |  |  |  |  |  |  |  |  |  |  |  |  |  |  |
|  |                             |  |  |  |  |  |  |  |  |  |  |  |  |  |  |  |
|  | 14. Луције Скрибоније Либон |  |  |  |  |  |  |  |  |  |  |  |  |  |  |  |
|  |                             |  |  |  |  |  |  |  |  |  |  |  |  |  |  |  |
|  |                             |  |  |  |  |  |  |  |  |  |  |  |  |  |  |  |
|  | 7. Скрибонија               |  |  |  |  |  |  |  |  |  |  |  |  |  |  |  |
|  |                             |  |  |  |  |  |  |  |  |  |  |  |  |  |  |  |
|  |                             |  |  |  |  |  |  |  |  |  |  |  |  |  |  |  |
|  | 15. Сентија                 |  |  |  |  |  |  |  |  |  |  |  |  |  |  |  |
|  |                             |  |  |  |  |  |  |  |  |  |  |  |  |  |  |  |
|  |                             |  |  |  |  |  |  |  |  |  |  |  |  |  |  |  |